# William Axling
William Axling, né le 9 août 1873 à Omaha dans le Nebraska et décédé à l'âge de 89 ans le 24 février 1963 à Alhambra en Californie, est un missionnaire américain.

## Biographie
Axling est le fils d'un pasteur suédois émigré aux États-Unis. Il commence à travailler en 1888 dans une compagnie de machine agricole. En 1891, il entre à l'école de commerce d'Omaha mais la quitte l'année suivante et entre à l'université du Nebraska à Omaha en 1894 où il obtient une licence en 1898. La même année, il commence un séminaire de théologie à New York. 
Il se marie en mai 1901 avant d'être envoyé au Japon comme missionnaire pour l'union missionnaire baptiste américaine. Il arrive en octobre 1901 et commence son travail de missionnaire à Sendai tout en résidant à l'emplacement 27 à Nakajima et succède au poste du Canadien E. H. Jones. Il reste sur place jusqu'en 1904 puis déménage à l'emplacement 86 à Morioka. 
En novembre 1906, il retourne aux États-Unis pour raisons de santé mais revient au Japon en décembre 1908. Il succède à son compatriote Charles Fisher à Tokyo et supervise alors toutes les activités de l'église. Il est responsable du centre chrétien Fukagawa à Tokyo ainsi que du Tokyo Misaki Tabernacle qui mène un programme d'évangélisation, d'éducation et de service social. Lorsque ce bâtiment est détruit par un incendie le 20 février 1913, Axling organise la reconstruction qui commence à l'été 1914. La cérémonie d'inauguration a lieu le 15 janvier 1916. Il devient également le secrétaire du conseil chrétien national.
En septembre 1942, pendant la guerre du Pacifique, il est interné dans un camp de prisonniers de guerre avant d'être rapatrié aux États-Unis, avec 140 autres missionnaires, à l'automne 1943. Il arrive à New York en décembre 1943 et est sévèrement contrôlé par le FBI en raison de ses tendances japanophiles connues. Il prend sa retraite de lui-même en janvier 1944. 
Après la guerre, en décembre 1946, il retourne pour la première fois au Japon où il devient directeur de l'université Kantō Gakuin (en) en avril 1947 puis directeur en chef en mars 1949. En octobre 1954, il devient le premier citoyen d'honneur de Tokyo. Il meurt en Californie en 1963. Sa femme meurt le 7 janvier 1960. 
Il est l'auteur de plusieurs ouvrages dont :
- Kagawa
- Japan at the Midcentury: Leaves from Life
- Japan on the upward trail